# Atrachimauka
Atrachimauka (biał. Атрахімаўка; ros. Атрахимовка, Atrachimowka) – wieś na Białorusi, w obwodzie witebskim, w rejonie dokszyckim, w sielsowiecie Biehomla. W 2009 roku liczyła 17 mieszkańców.